# Unix versão 7

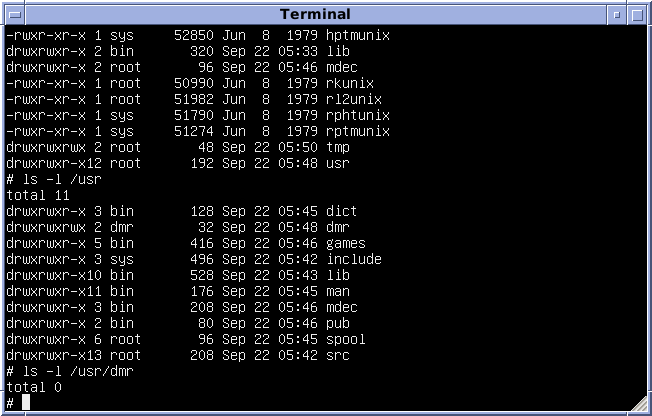
Unix Versão 7 para PDP-11, rodando em SIMH simulador de PDP-11

A sétima edição do unix, também chamado Unix versão 7, versão 7 ou só V7, foi uma importante versão do sistema operacional Unix. Lançada em 1979, foi o última lançada pelo Laboratórios Bell antes de este ser vendido para a AT&T no inicio dos anos 80. O V7 foi originalmente desenvolvido para minicomputadores Digital Equipment Corporation e PDP-11, depois foi portado para outras plataformas.

## Visão geral
As versões de Unix da Bell Labs foram designadas pela edição do manual do usuário com o qual eles foram acompanhados. Lançado em 1979, a sétima edição foi precedida de sexta edição, que foi a primeira versão licenciada para uso comercial. O desenvolvimento da linha Unix continuou com a oitava edição, que incorporou o desenvolvimento do BSD 4.1, até a décima edição, após esta o desenvolvimento do Laboratórios Bell concentrou-se no Plan 9.